# Poprad
Poprad (in ungherese Poprád, in tedesco Deutschendorf) è una città della Slovacchia, capoluogo del distretto omonimo, nella regione di Prešov, ai piedi degli Alti Tatra.
La città possiede un centro storico, un aeroporto internazionale ed è uno dei capolinea della Tatranská elektrická železnica (Ferrovia elettrica dei Tatra) — composta da speciali treni a scartamento ridotto che collegano i luoghi di villeggiatura degli Alti Tatra tra loro e con Poprad. I treni delle principali linee collegano Poprad con altre destinazioni, sia in Slovacchia sia all'estero; in particolare, effettuano il servizio verso Praga, in Repubblica Ceca.
Nell'estate 2006 furono investite grandi somme di denaro nella costruzione di nuovi itinerari e nella creazione di nuovi parchi.

## Storia
Storicamente, il territorio occupato dagli insediamenti slovacchi fu colonizzato nel XIII secolo da tedeschi e divenne un villaggio abitato prevalentemente da tedeschi. Dal 1412 al 1770, come le altre città di Spiš, Poprad fu ceduta dal Regno d'Ungheria (a cui la Slovacchia appartenne dall'XI secolo al 1918) al Regno di Polonia, che diventò il principale responsabile dello sviluppo dell'area.
Poprad, le cui prime menzioni scritte risalgono al 1256, fu per 690 anni (fino al 1946) solo una delle città minori della nazione. Le altre parti dell'attuale area cittadina sono Matejovce (Matzdorf) (primo documento scritto 1251), Spišská Sobota (1256), Veľká (Oberwarth) (1268), e Stráže pod Tatrami (Michelsdorf) (1276). La più importante di queste cittadine originarie era Spišská Sobota (Georgenberg), che preservò la sua posizione dominante fino alla fine del XIX secolo.
Nel 1999 Poprad partecipò alla corsa per l'aggiudicazione dei XX Giochi olimpici invernali da tenersi nel 2006, ma perse contro Torino.

## Società

### Evoluzione demografica

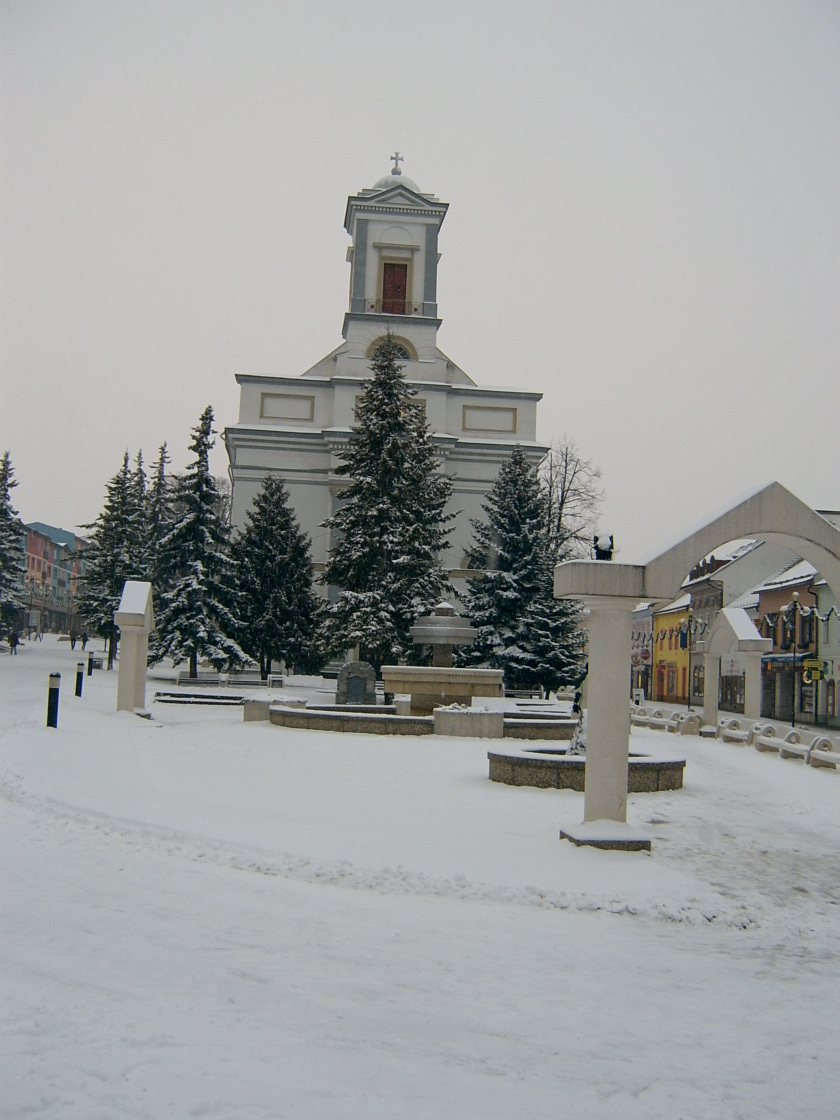
Chiesa a Poprad

Secondo il censimento del 2001, il 94,1% degli abitanti erano slovacchi, il 2,1% rom, l'1% cechi, lo 0,2% ungheresi, lo 0,2% tedeschi, lo 0,1% ruteni, lo 0,1% ucraini e lo 0,1% polacchi. La composizione religiosa era per il 65,9% rappresentata da cattolici, il 16,8% con nessuna religione particolare e il 7,3% luterani

## Divisione territoriale
La città è divisa in sei parti, per una divisione dell'amministrazione municipale:
1. Staré Mesto ("Città Vecchia")
2. Spišská Sobota
3. Stráže
4. Veľká
5. Matejovce
6. Kvetnica (Blumenthal)

## Galleria d'immagini

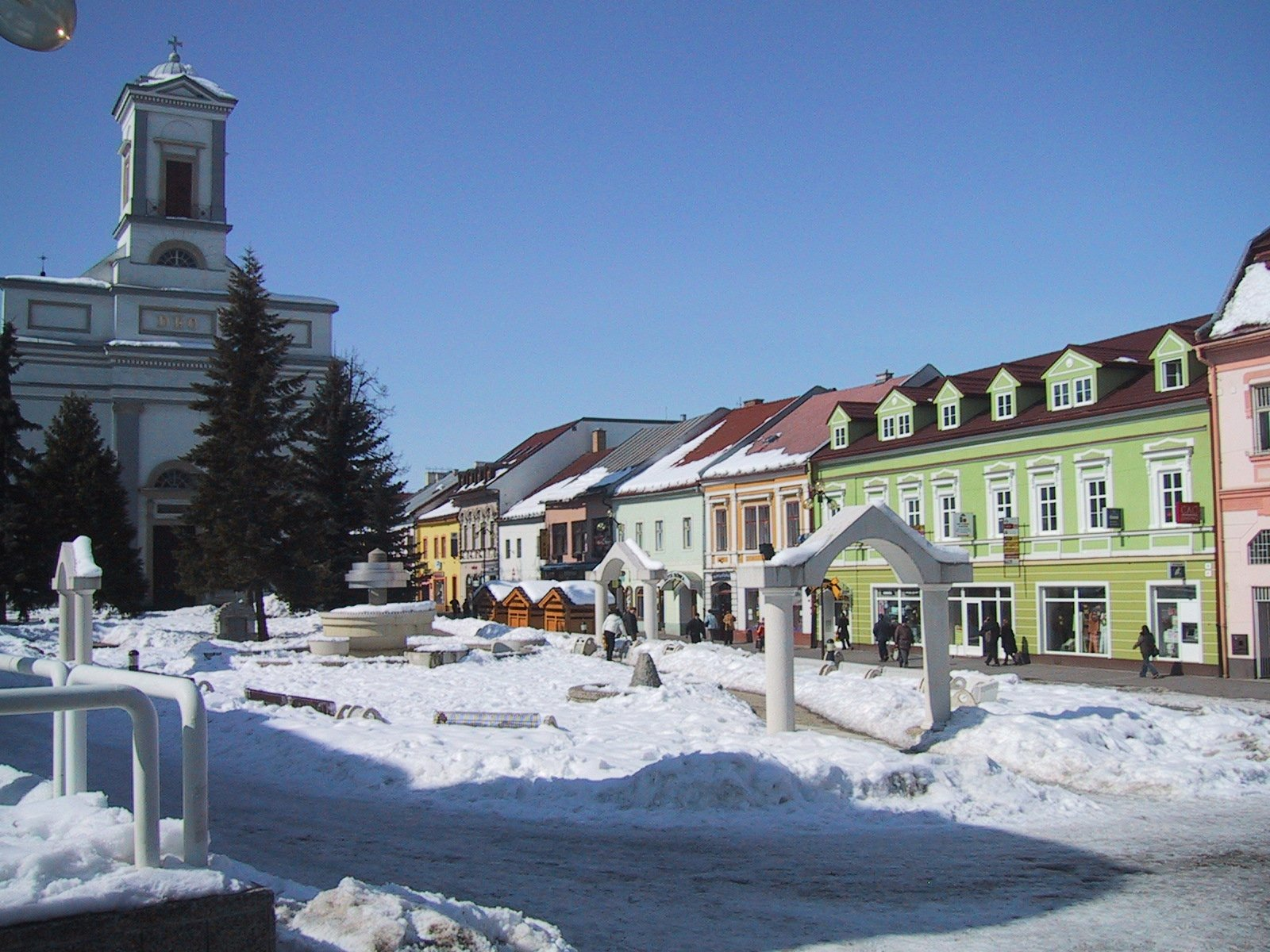
Piazza principale
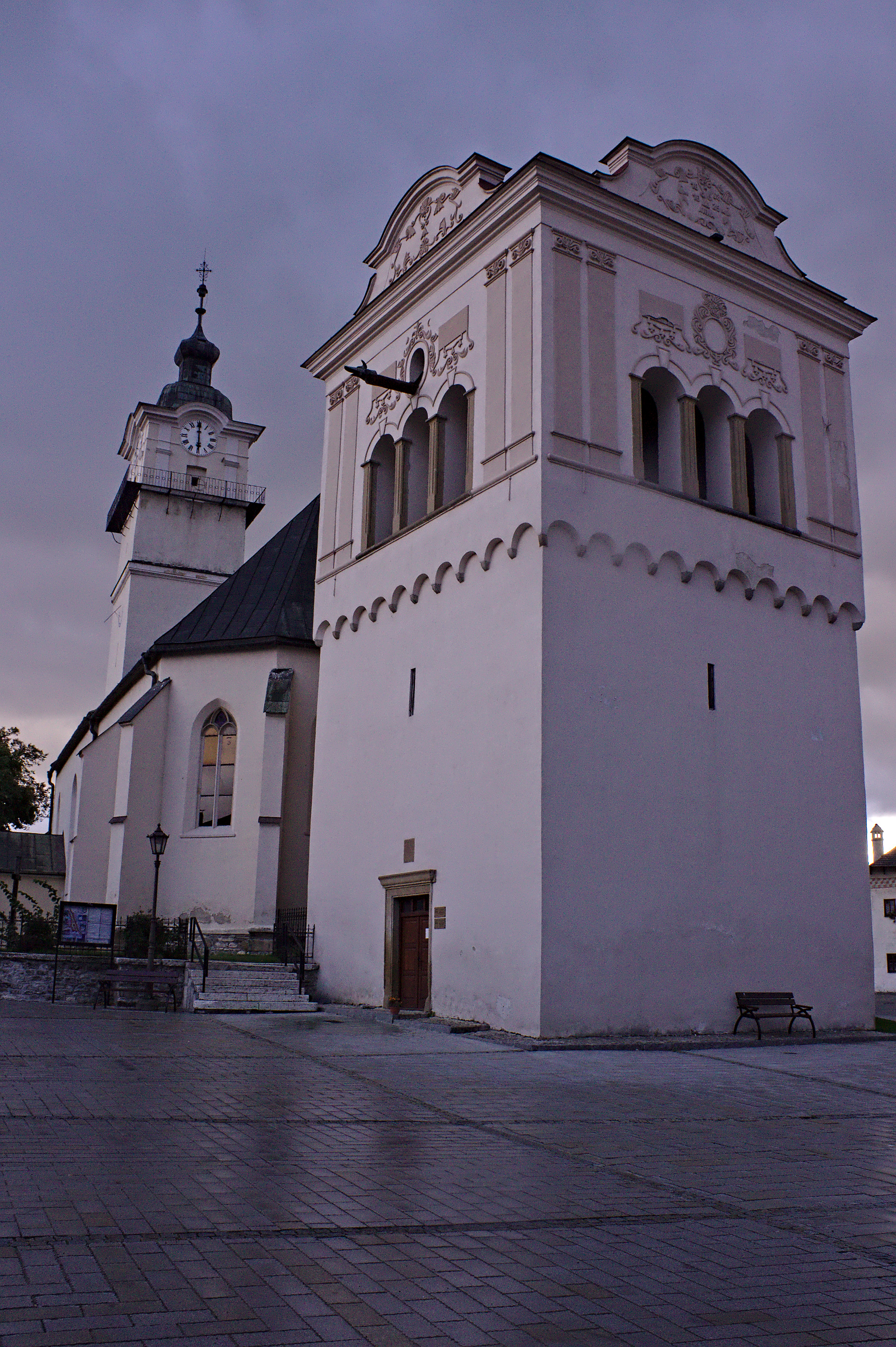
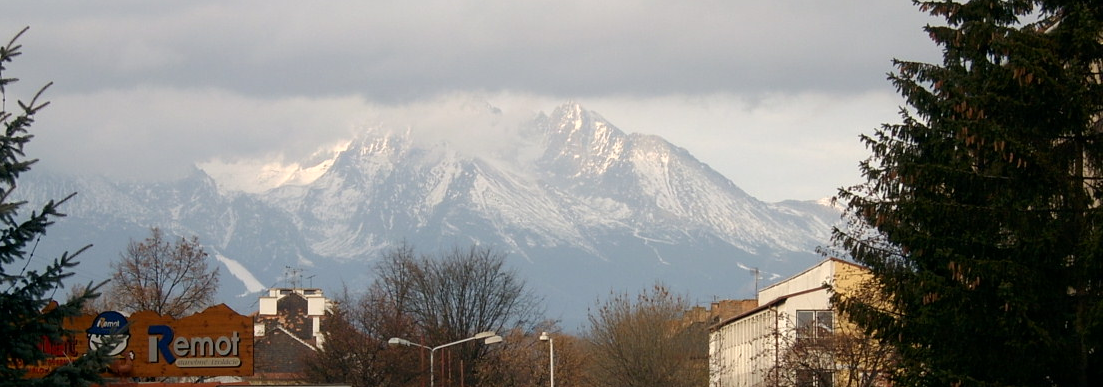
Vista da Poprad
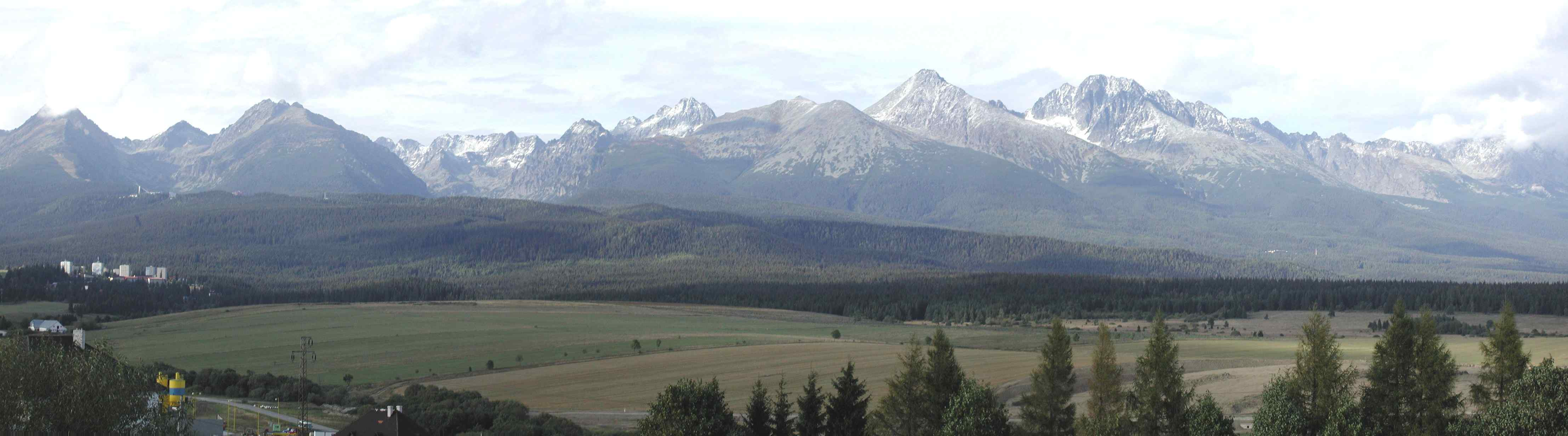
Vista da Poprad